# Cornish rex
De Cornish rex is een kattenras dat is ontstaan in het graafschap Cornwall in Engeland. Het is een rexkat van het oosterse type met een zachte, gekrulde of gegolfde vacht.

## Geschiedenis

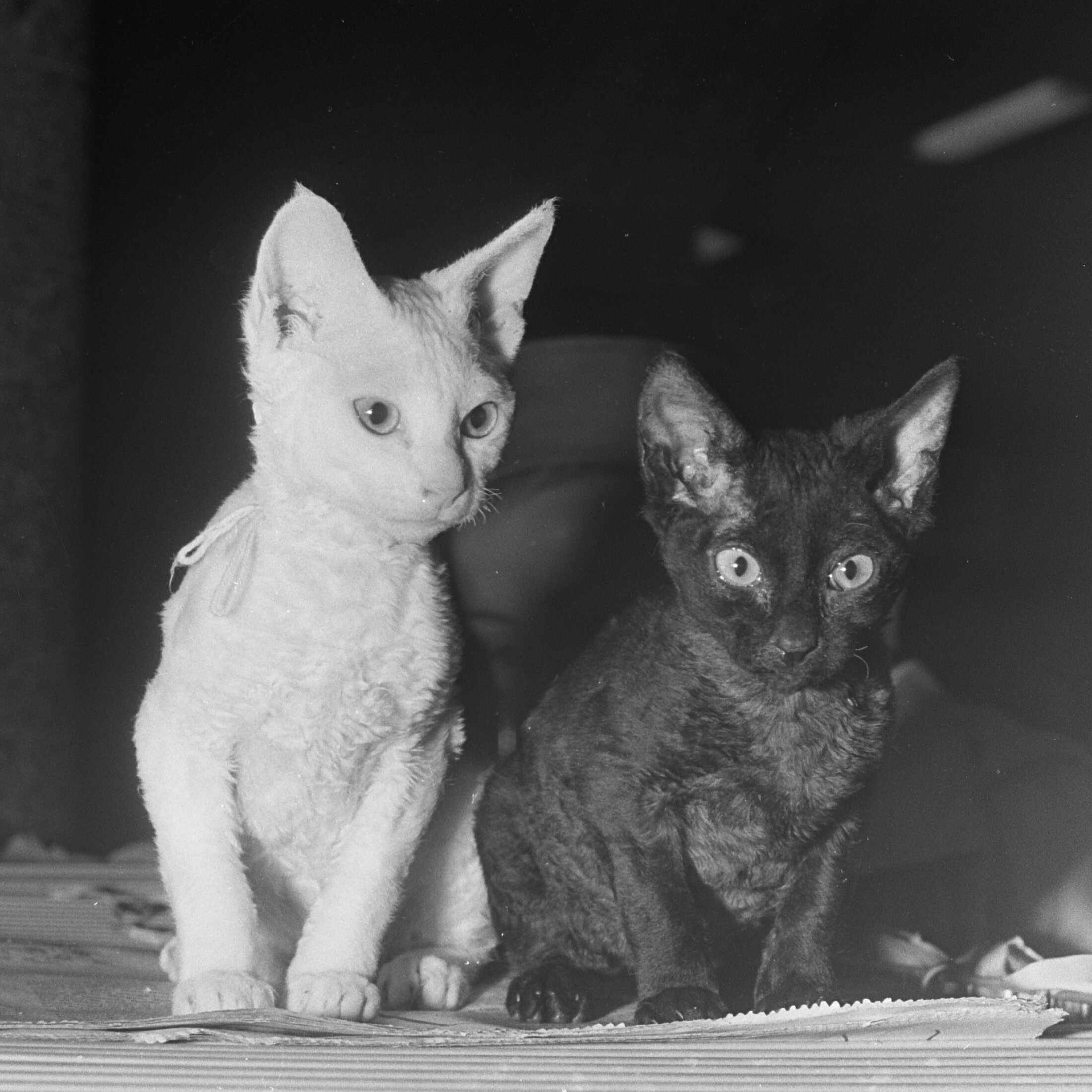
De eerste Cornish of/en Devon rexkatten in Nederland meegebracht uit Denemarken naar een kattententoonstelling in Amsterdam (1967)

De allereerste Cornish rex werd geboren in 1950 op een boerderij in Bodmin Moor. Serena, een zwartschildpad met witte boerderijpoes, had een nestje kittens gekregen, waarvan er één nogal opviel vanwege zijn gekrulde vacht. Dit katertje kreeg de naam Kallibunker en werd de stamvader van alle huidige Cornish rexen. Zijn eigenares vermoedde dat zijn gekrulde vacht het resultaat was van een recessief overervende vachtmutatie. Op aanraden van haar dierenarts en de geneticus dr. Jude, begon zij een fokprogramma. Kallibunker dekte toen hij volwassen was een aantal keren zijn moeder Serena en in de verschillende nesten zaten steeds zowel gladharige als gekrulde kittens. Hiermee was bewezen dat het inderdaad om een recessief verervend gen ging. Met nakomelingen van Kallibunker is vervolgens verder gefokt. Om het ras op te bouwen werden de Cornish rexen gekruist met andere huiskatten, Brits kortharen, Siamezen, Oosters kortharen en Burmezen. Een aantal katten gingen naar de Verenigde Staten en werden daar gekruist met Amerikaans kortharen en Siamezen.

### Nederland
In 1967 kwamen de eerste Cornish rexen naar Nederland. Een Deense fokster bracht ze mee naar de internationale kattententoonstelling —georganiseerd door Felikat — in het Beursgebouw in Amsterdam, waar een aantal van haar katten verkocht werden en in Nederland bleven. Onder deze katten waren ook de Devon rex en de meeste van deze katten waren van een gemengde Cornish rex/Devon rex-afstamming. Een aantal van de Nederlanders die de katten hadden gekocht zijn ermee gaan fokken. Voor dit doel zijn in de daarop volgende jaren ook verschillende Cornish rexen uit Engeland geïmporteerd. In 1979 hebben een aantal fokkers de Rexkatten Club in Felikat opgericht, deze actieve groep van Rex-fokkers en -liefhebbers hebben zich ingezet om het ras in Nederland op de kaart te zetten. Vanaf die tijd is de Cornish rex in Nederland meer bekend geworden en kwamen er steeds meer liefhebbers en fokkers bij.

## Type en vacht

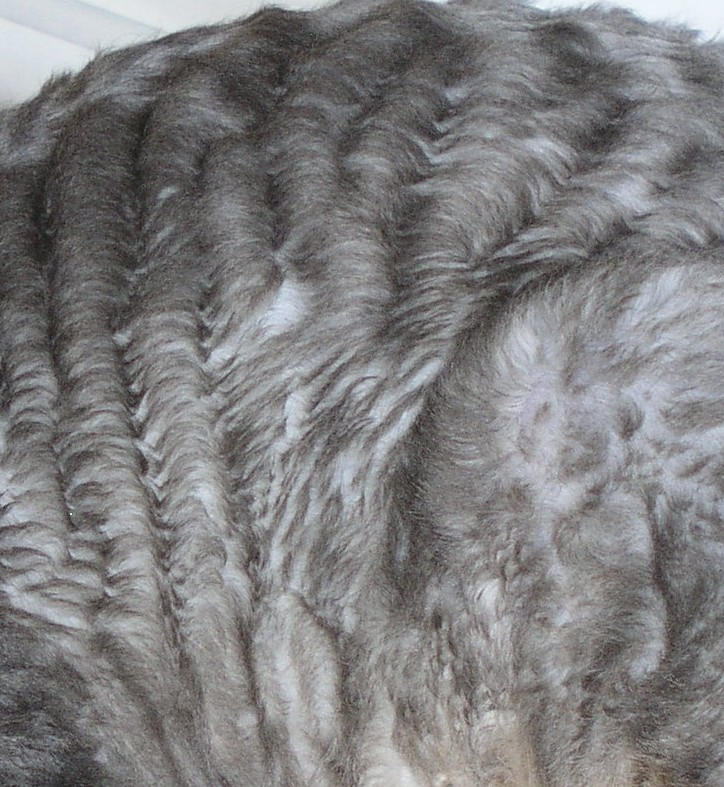
Vachtstructuur van de flanken van een Cornish rex

De Cornish rex is een elegante, gespierde kat met lange poten en staart. Ook de kop is vrij lang en de oren zijn groot en rechtopstaand. Het Europese type heeft een vollere vacht en is wat groter. De Amerikaanse Cornish rex is extremer van type, is kleiner en fijner gebouwd, heeft grotere oren en een dunnere vacht. De vacht is zeer kort en meer gegolfd dan gekruld en bestaat alleen uit kroonharen en donsharen, de normale langere dekharen ontbreken. De snorharen en wimpers zijn gekruld. Alle vachtkleuren zijn toegestaan, inclusief de Oosterse kleuren en colorpoint-aftekening.

## Karakter
Het karakter van de Cornish rex is aanhankelijk en mensgericht. Het zijn levendige en intelligente katten, die zeer aanwezig zijn. Ze houden er niet van om alleen te zijn. Cornish rexen zijn zeer verdraagzaam tegenover andere katten, honden en kinderen. Ze liggen graag op warme plekjes in huis of op schoot. Verder kunnen ze ook bijzonder ondeugend zijn en zijn het gelukkigst met een speelmaatje om hen heen.

## Galerij

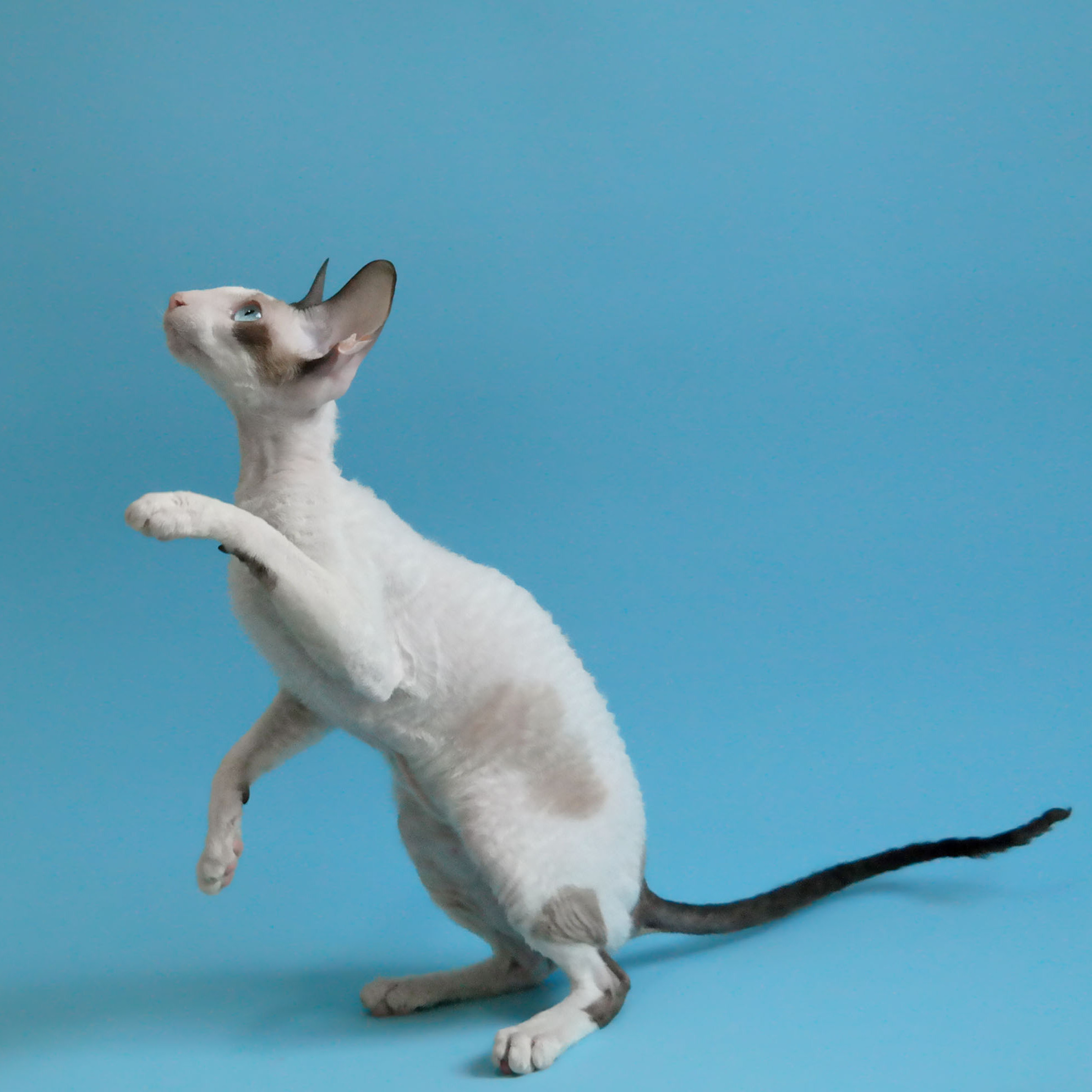
Harlekijn-patroon chocolate point en witte kat
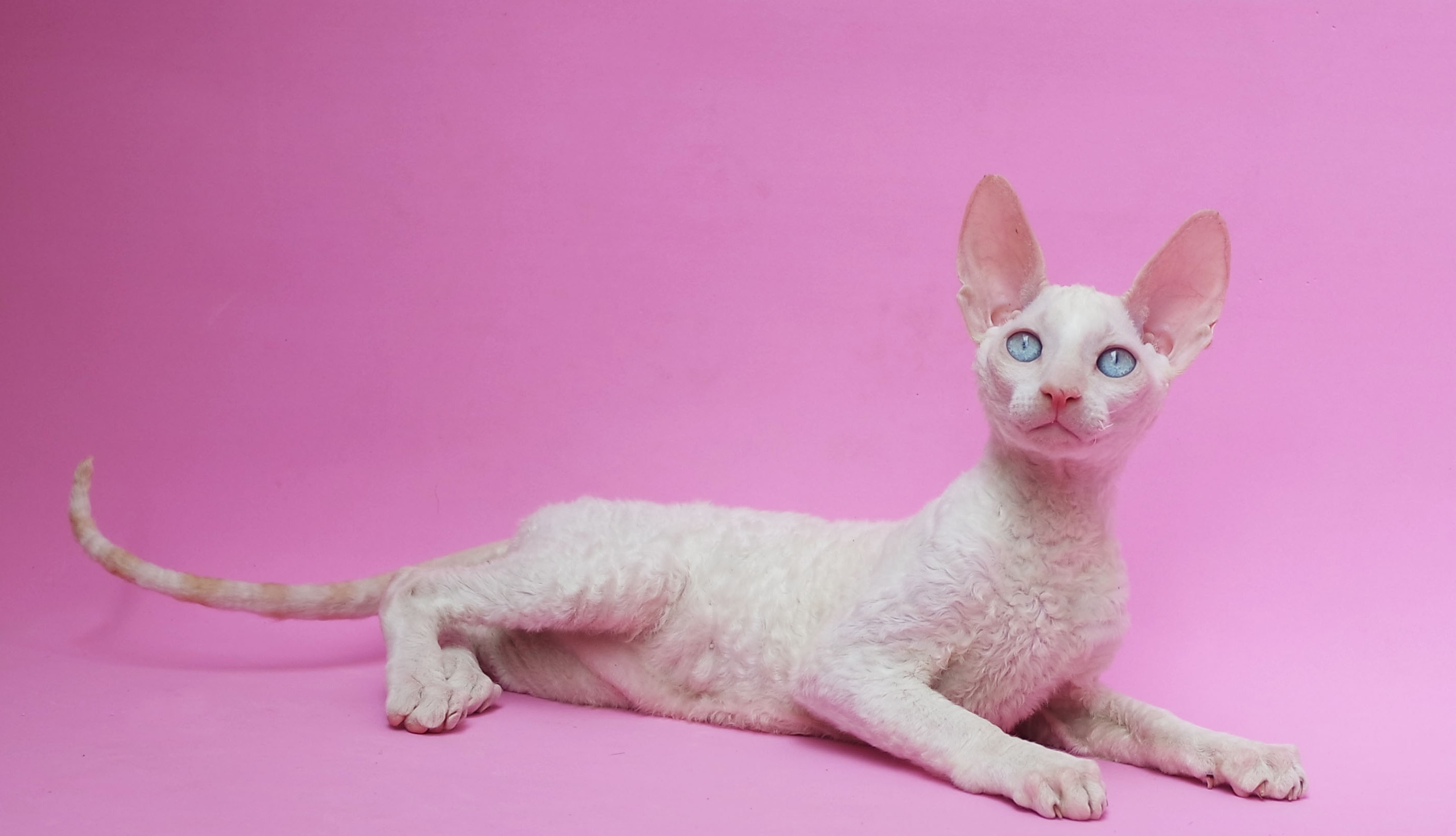
Crème point
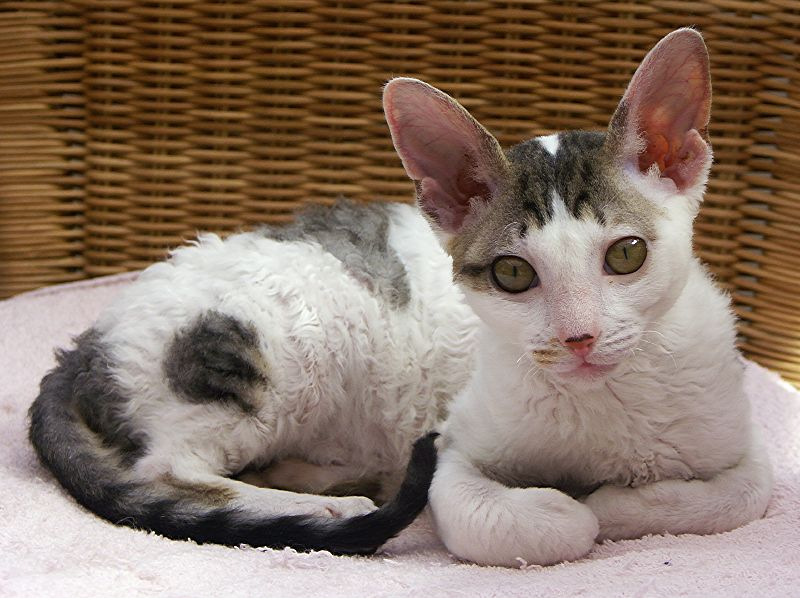
Zwart cyper en wit
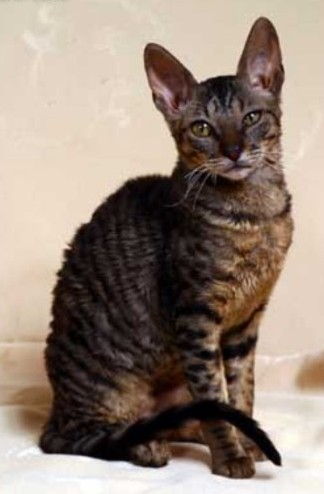
Zwart cyper poes
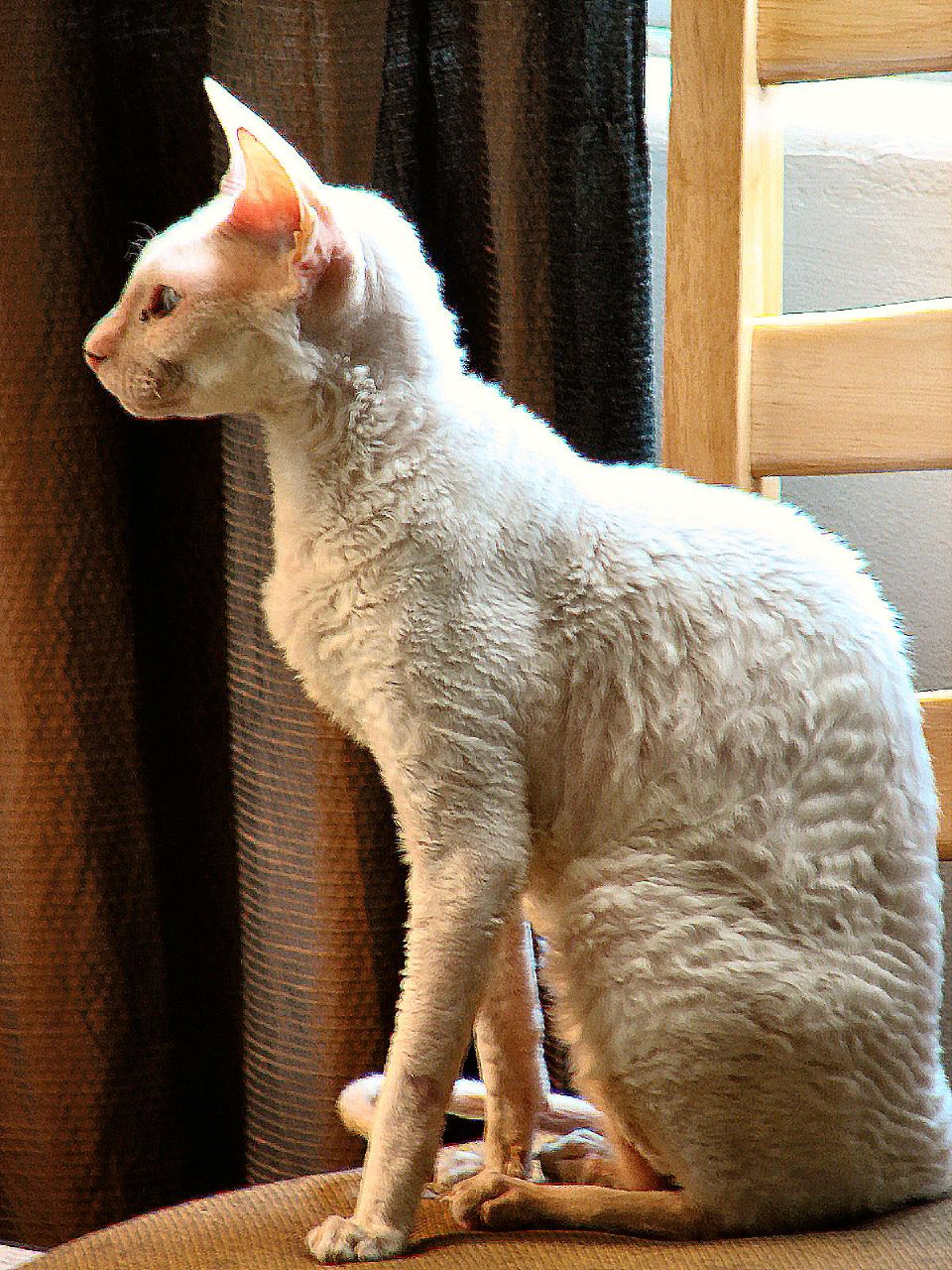
Effen-witte kat
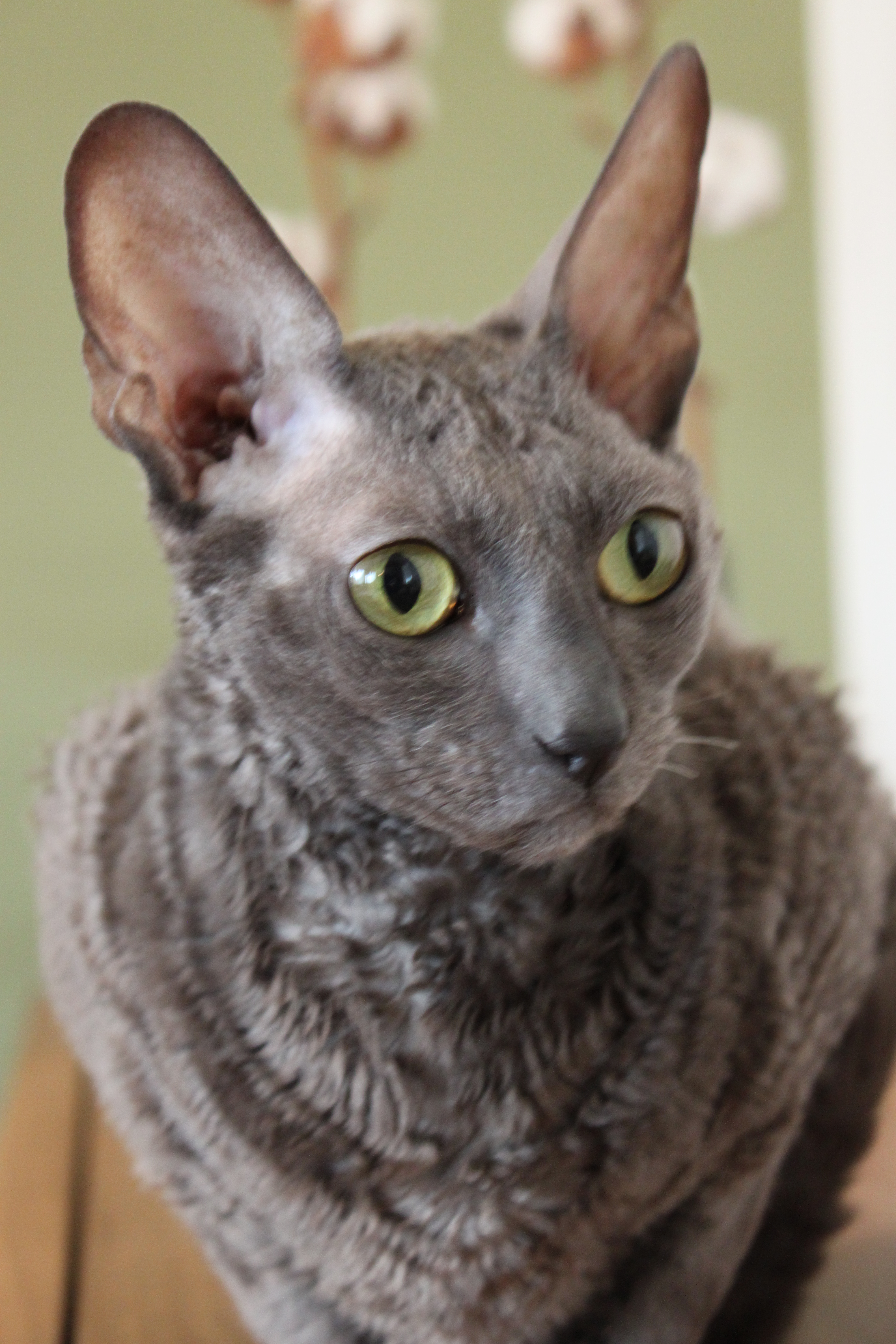
Effen-blauwe poes
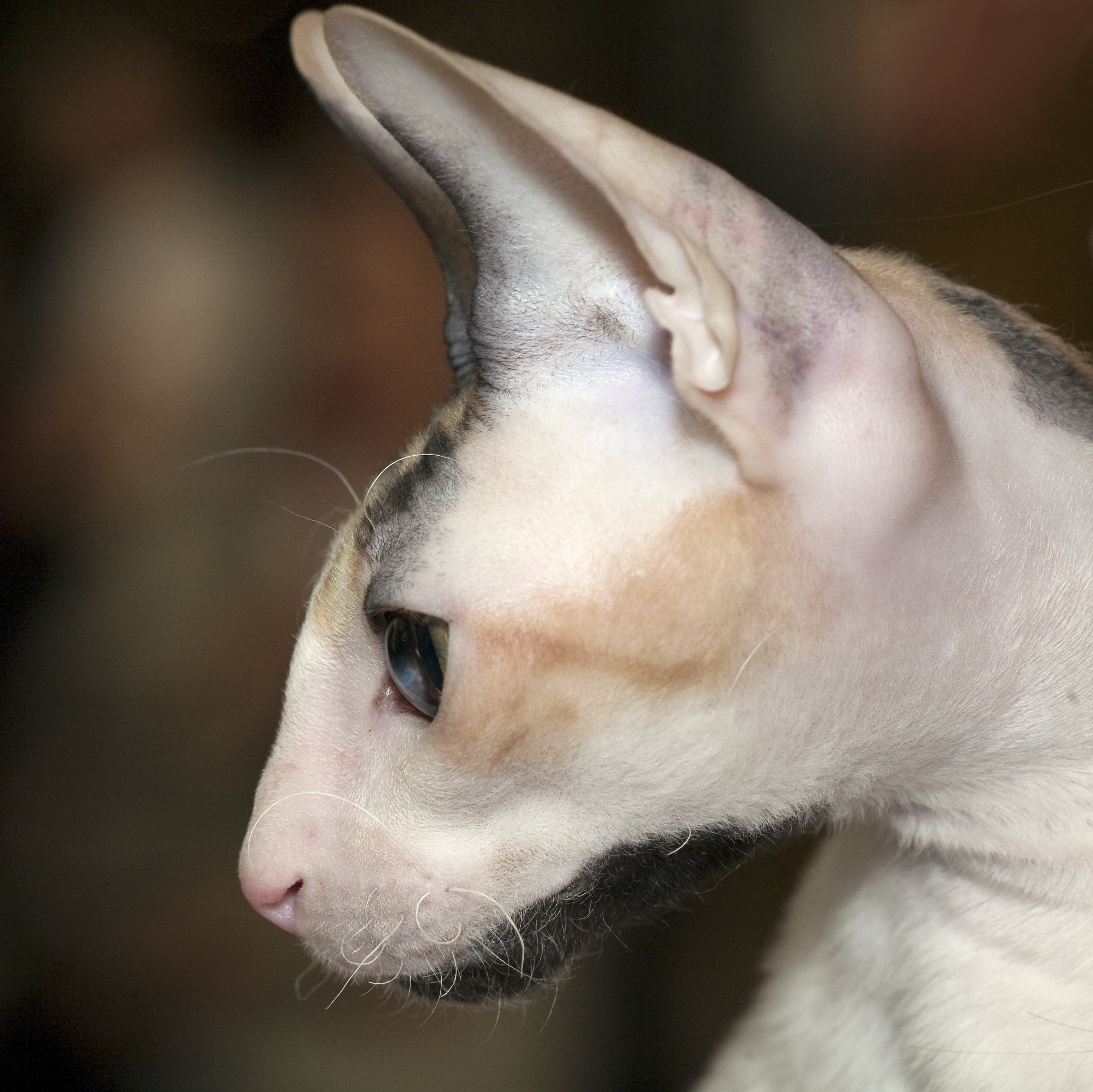
Kopstudie profiel zwarte schildpad en witte kat
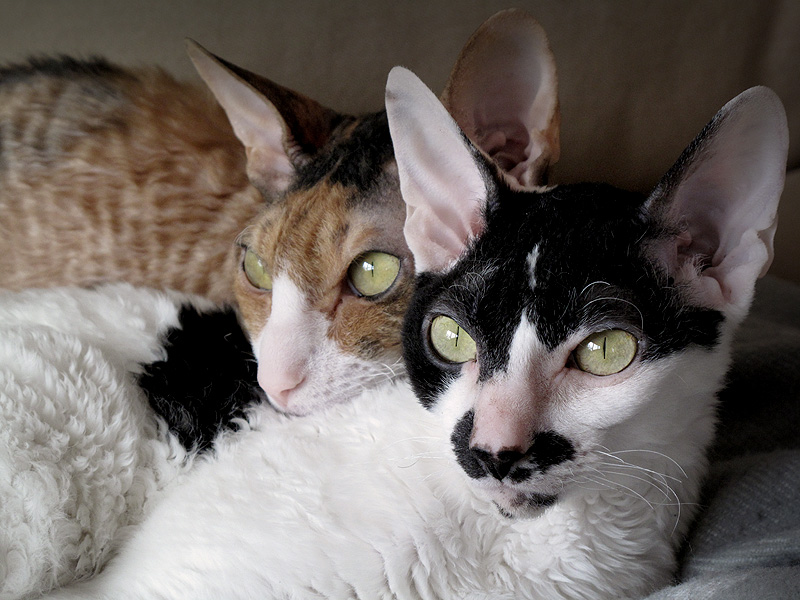
Twee poezen
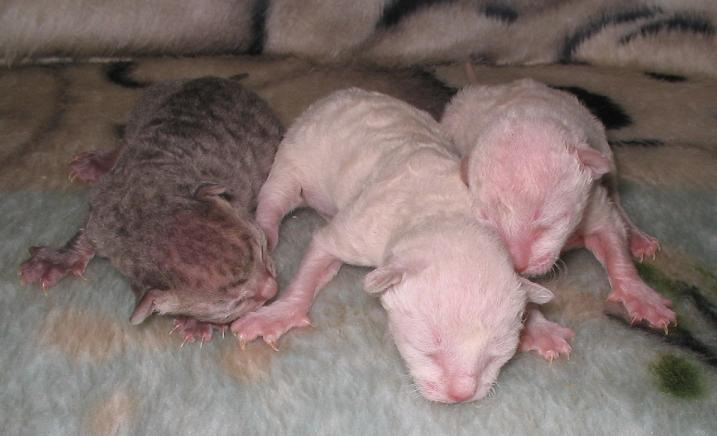
1 dag oude kittens